# CNN Center

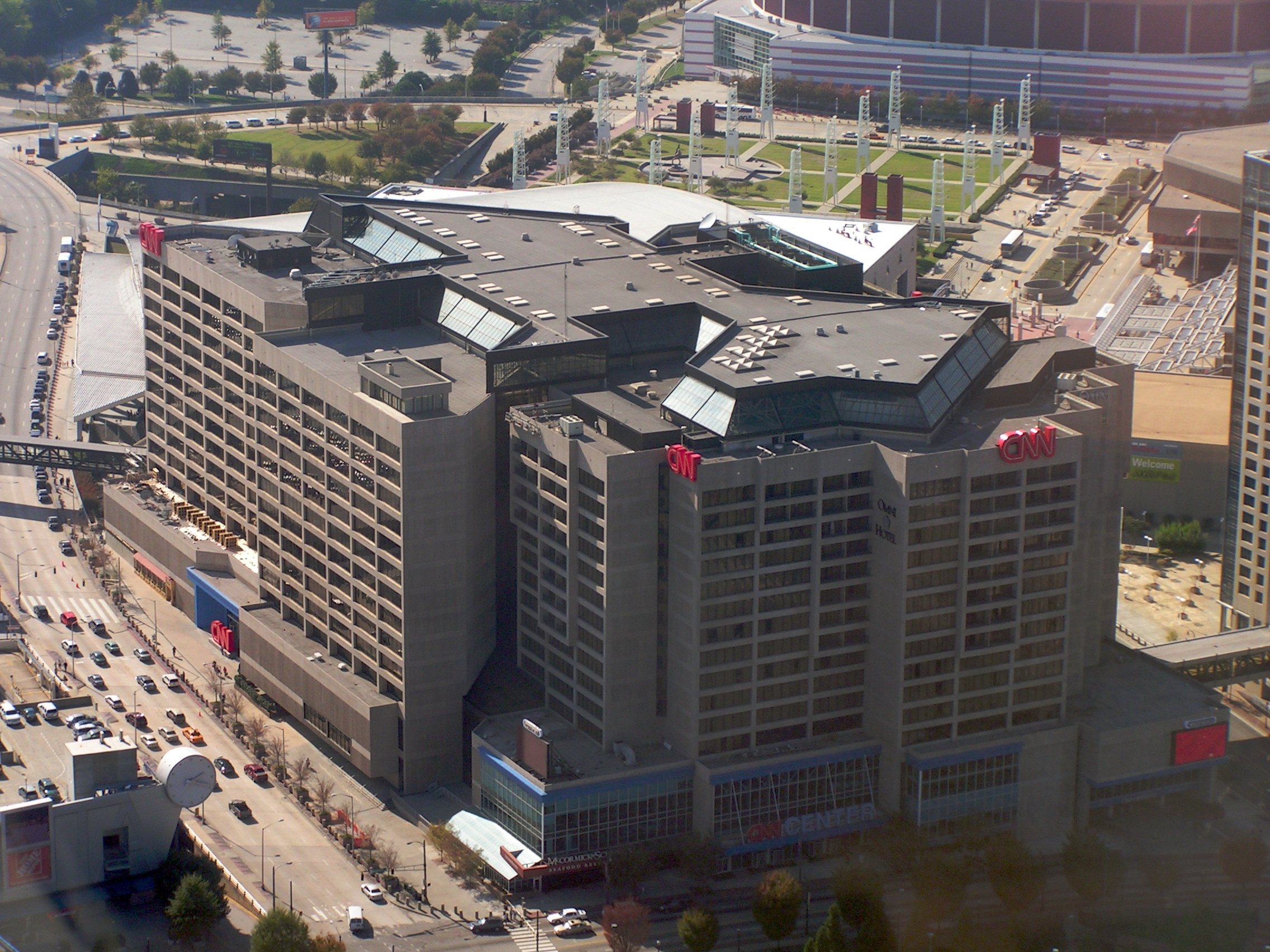
Vedere aeriană a CNN Center

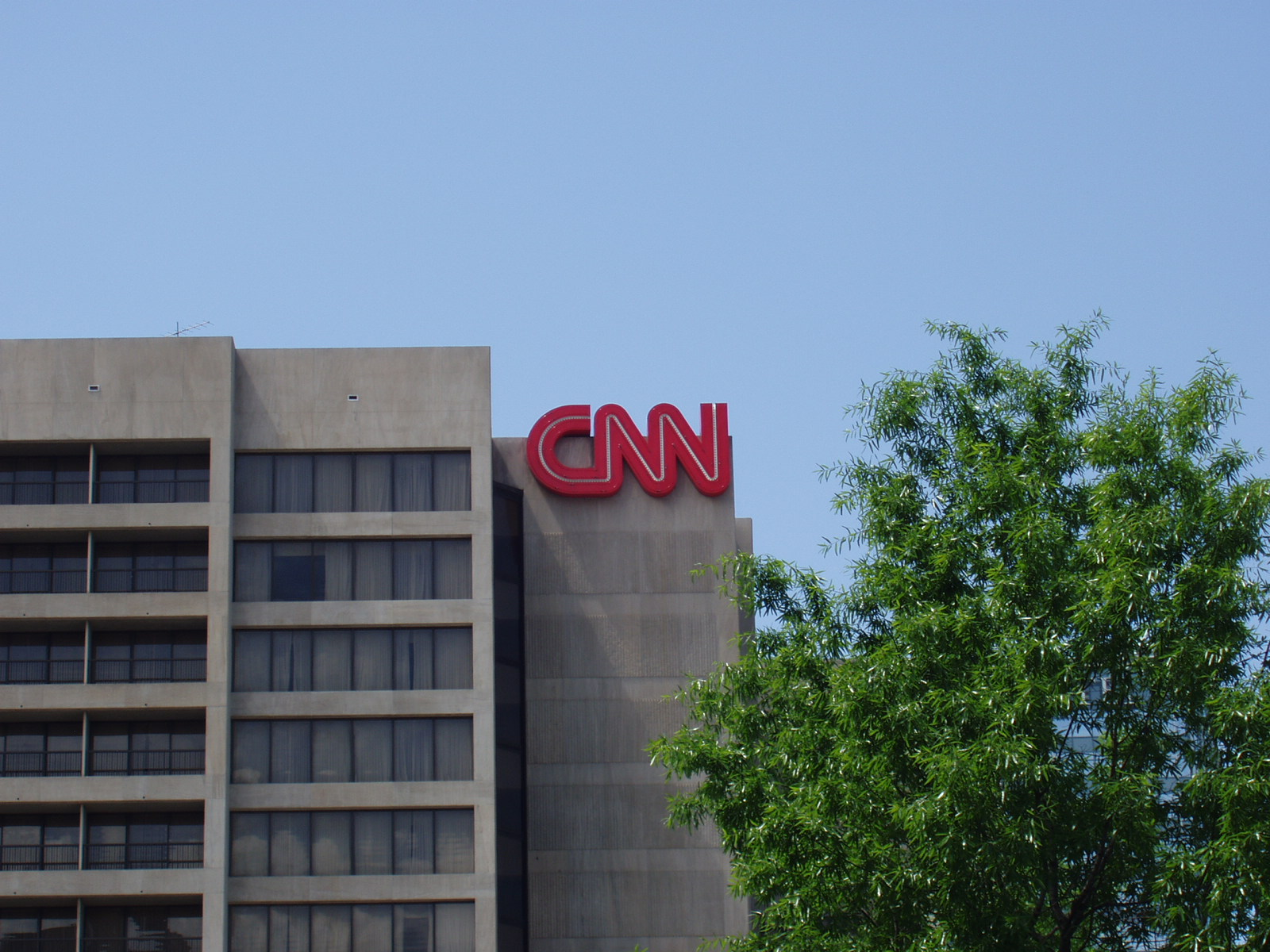
Sediul CNN este localizat în Atlanta, Georgia

CNN Center este sediul mondial al Cable News Network (CNN). Redacțiile principale de știri și studiourile pentru mai multe canale de știri ale CNN sunt situate în clădire. Spațiul comercial de birouri al clădirii este ocupat în totalitate de CNN și de compania mamă a acesteia, Warner Bros., divizie a Warner Bros. Discovery.

## Istoric
Clădirea a fost inaugurată în 1976 sub numele de Omni International Complex, fiind inițial un complex multifuncțional cu birouri, hotel, restaurante și magazine. În 1987, CNN și-a mutat aici sediul central, transformând clădirea într-un simbol al jurnalismului de televiziune. 
În interiorul complexului se află și Omni Hotel at CNN Center, un hotel de lux conectat direct la clădire. De asemenea, CNN Center are acces direct la State Farm Arena și la Centennial Olympic Park, două dintre cele mai importante atracții din centrul orașului Atlanta.
În 2020, CNN Studio Tours, un tur ghidat popular pentru vizitatori, a fost închis definitiv din cauza pandemiei de COVID-19.
În 2024, Warner Bros. Discovery a anunțat relocarea operațiunilor CNN din Atlanta, iar clădirea a intrat într-un proces de renovare și rebranding, urmând să devină un centru urban multifuncțional, cu spații de birouri, retail, divertisment și artă.

## Facilități
- Studiouri de televiziune (până în 2024)
- Birouri pentru CNN, Turner Broadcasting și Warner Bros.
- Hotel Omni Hotel at CNN Center
- Restaurante, magazine și spații de evenimente
- Acces direct la State Farm Arena și Centennial Olympic Park

## Accidente și incidente
- În 2007, o tornadă a avariat fațada clădirii.[2]
- În 2008, a avut loc un incident armat la intrarea principală.[3]

## Galerie

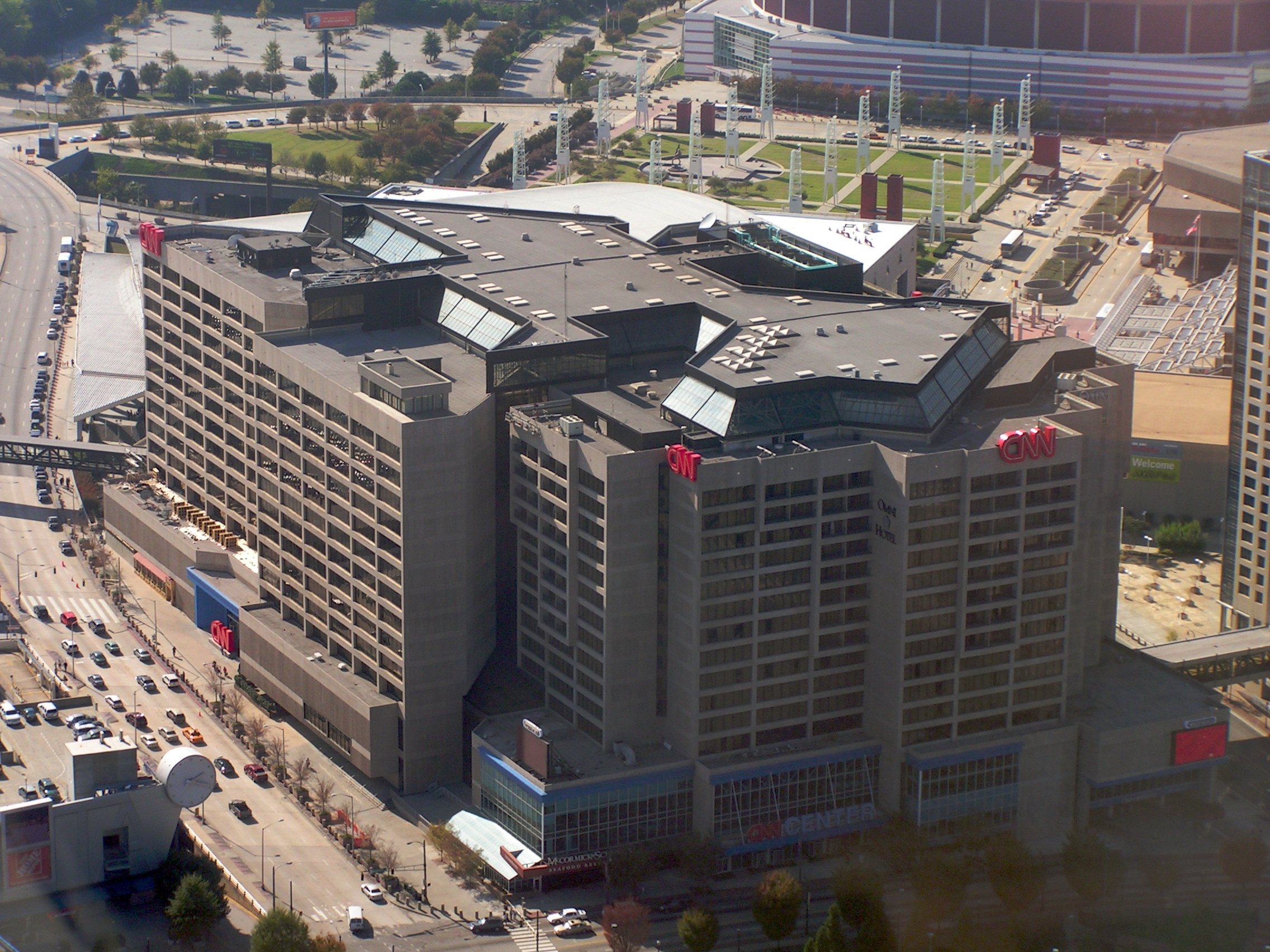
Vedere aeriană
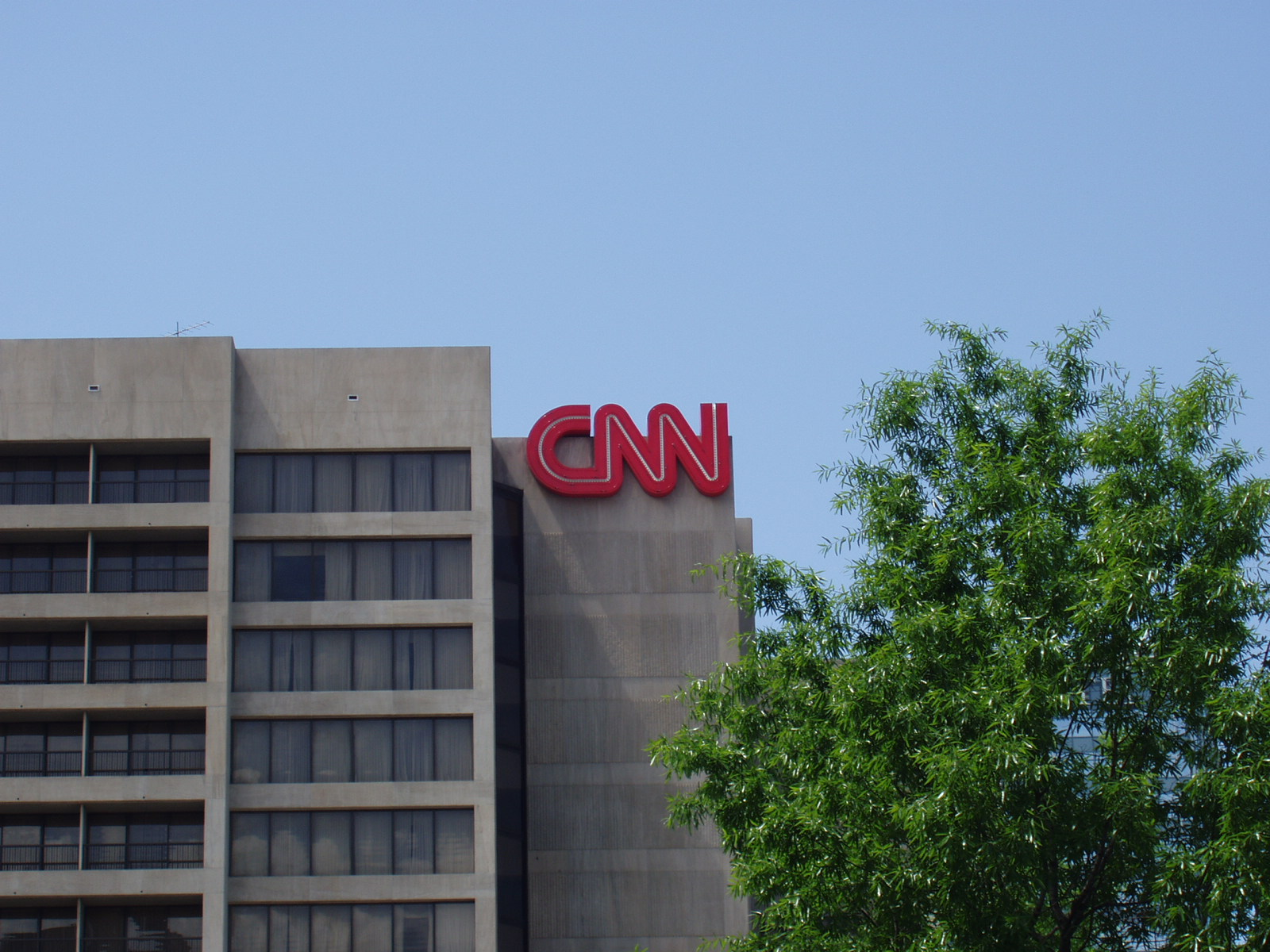
Sediul CNN
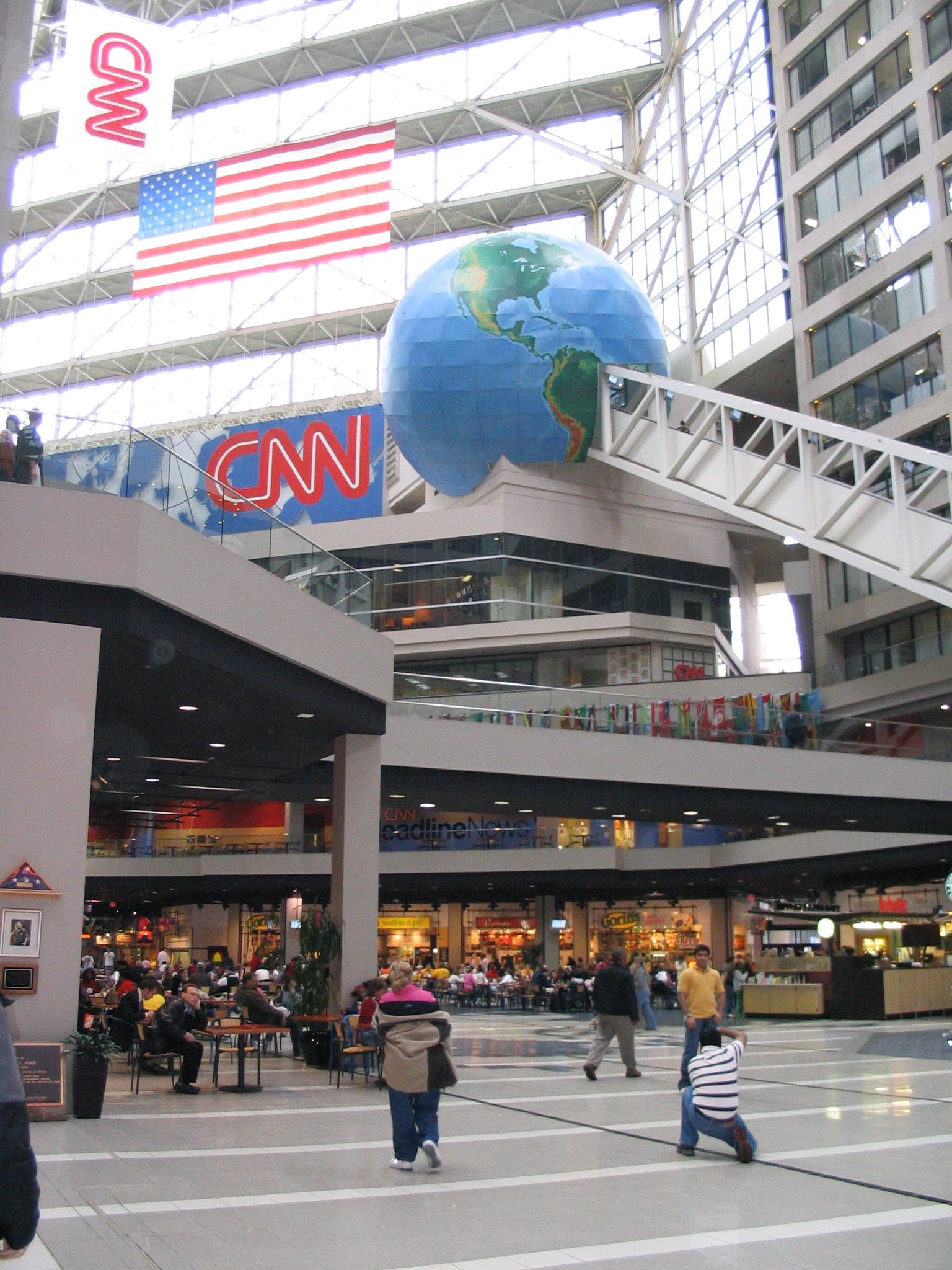
Interiorul atriumului

## Localizare
Este localizată în centrul orașului, Atlanta, Georgia lângă Centennial Olympic Park la 190 Marietta Street, deși adresa oficială este 1 CNN Center.
CNN Center este conectată direct la Philips Arena, casa celor de la Atlanta Thrashers din NHL, de asemenea și a celor de la Atlanta Hawks din NBA.

## Listă de magazine și restaurante deschise publicului

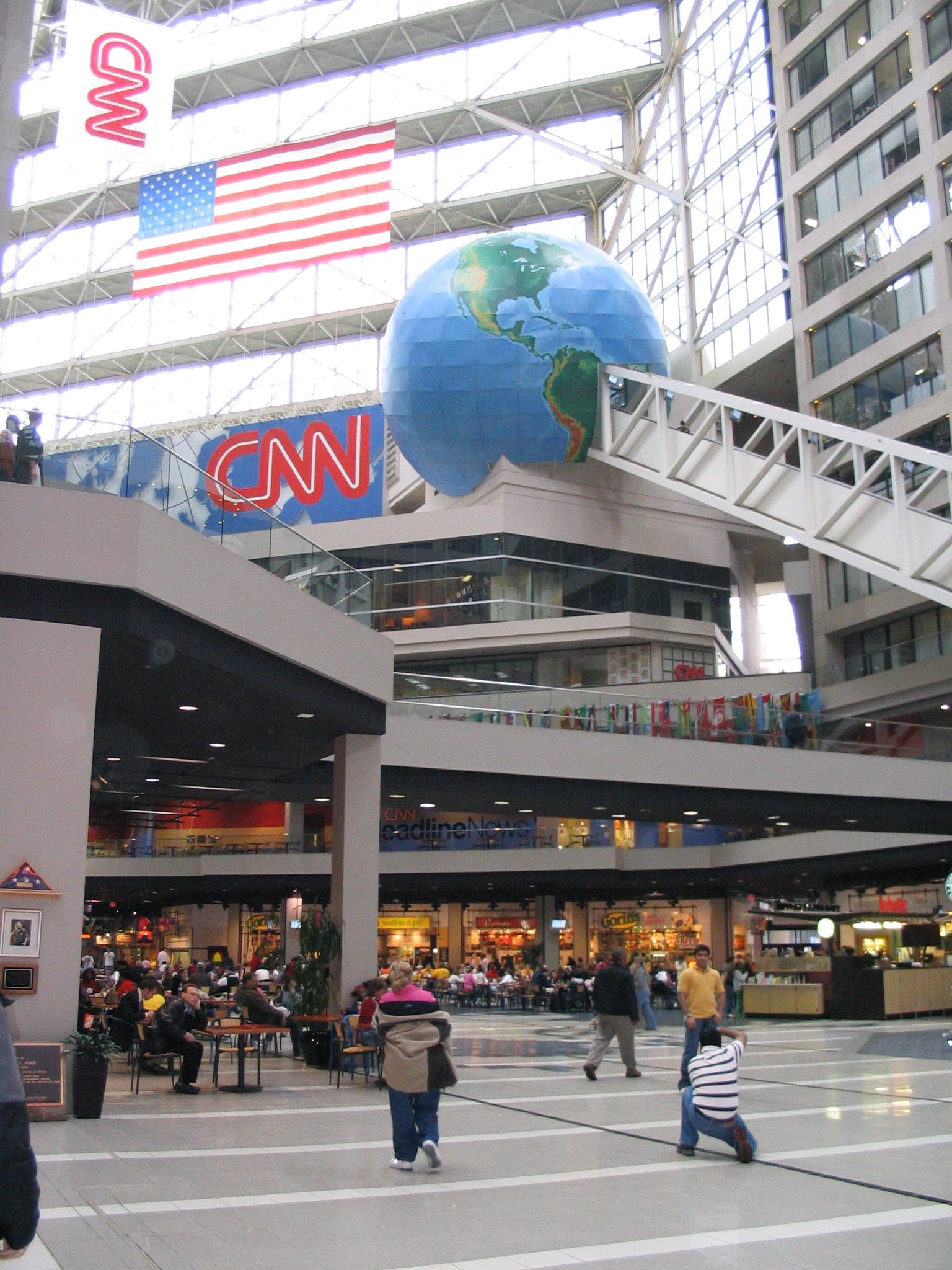
Interior view

- Arby's
- Chick-fil-A
- Wendy's
- China Breeze
- Dantanna's Downtown
- Dunkin' Donuts
- Gorin's Sandwiches
- Great Wraps
- McCormick & Schmick's Seafood Restaurants
- Moe's Southwest Grill
- Nelda's Hair Salon
- Peachtree News Stand
- Starbucks
- Taco Bell
- Taco Mac
- Tokyo Express
- The Turner Store
- Waldenbooks
- Cartoon Network  Store
- Braves Clubhouse Store

- Interior view